# Луис Гусман
Луис Гусман (на английски: Luis Guzmán) е пуерторикански актьор. 

## Биография

### Ранни години
Роден е в Кайей, Пуерто Рико на 28 август 1956 г. и е отгледан в Гринуич Вилидж в Ню Йорк. Майка му, Роза, е болничен работник, а баща му, Бенджамин Кардона, е телевизионен техник. Започва да работи като социален работник и като актьор и в крайна сметка става все по-ангажиран в уличния театър и независимите филми.

### Кариера
Гусман участва във филми на Стивън Содърбърг и на Пол Томас Андерсън. Той участва в сериала на HBO „How to Make It in America“ и сериала на Нетфликс „Narcos“. Той често играе ролите на помощници, бандити и полицаи.

## Избрана филмография
| година | филм                                  | оригинално заглавие    | роля                 | режисьор             | бележки |
| ------ | ------------------------------------- | ---------------------- | -------------------- | -------------------- | ------- |
| 1988   | Дънди Крокодила 2                     | Crocodile Dundee II    | Хосе                 | Джон Корнел          |         |
| 1997   | Буги нощи                             | Boogie Nights          | Морис Родригес       | Пол Томас Андерсън   |         |
| 1998   | Извън контрол                         | Out of Sight           | Чино                 | Стивън Содърбърг     |         |
| 1999   | Магнолия                              | Magnolia               | Луис                 | Пол Томас Андерсън   |         |
| 2000   | Трафик                                | Traffic                | Рей Кастро           | Стивън Содърбърг     |         |
| 2003   | Психаротерапия                        | Anger Management       | Лу                   | Питър Сегал          |         |
| 2003   | Присъда за продан                     | Runaway Jury           | Джери Ернандес       | Гари Фледър          |         |
| 2004   | Лемъни Сникет: Поредица от злополучия | Lemony Snicket's       | Слугите на граф Олаф | Брад Силбърлинг      |         |
| 2008   | Навитакът                             | Yes Man                | Скачач               | Пейтън Рийд          |         |
| 2013   | Семейство Милър                       | We're the Millers      | Мексиканско ченге    | Роусън Маршъл Търбър |         |
| 2015   | Пуерториканци в Париж                 | Puerto Ricans in Paris | Луис                 | Йън Еделман          |         |